# Стала Стефана — Больцмана
Ста́ла Сте́фана — Бо́льцмана визначає зв'язок між потоком випромінювання й ефективною температурою тіла, що випромінює як абсолютно чорне тіло. Дана залежність описується законом Стефана — Больцмана.

## Числове значення
Саму цю фізичну константу позначають грецькою літерою сигма (σ) й в системі SI вона специфікується як:

{\displaystyle \sigma \simeq 5,6704\times 10^{-8}} Вт/(м2·К4),
в той час як в системі СГС вона має значення
{\displaystyle \sigma \simeq 5.670400(40)\times 10^{-5}} ерг/(см2 сек К4).

## Вираження через інші фізичні сталі
Стала Стефана—Больцмана виражається через інші фізичні сталі як:

{\displaystyle \sigma ={\frac {2\pi ^{5}k^{4}}{15h^{3}c^{2}}}={\frac {\pi ^{2}k^{4}}{60\hbar ^{3}c^{2}}}}
де:
{\displaystyle k\!} — стала Больцмана;
{\displaystyle h\!} — стала Планка;
{\displaystyle \hbar \!} — зведена стала Планка;
{\displaystyle c\!} — швидкість світла.
В той же час CODATA рекомедує виражати сталу Стефана—Больцмана наступним чином, використовуючи виміряні значення газових констант:
{\displaystyle \sigma ={\frac {2\pi ^{5}R^{4}}{15h^{3}c^{2}N_{\rm {A}}^{4}}}={\frac {32\pi ^{5}hR^{4}R_{\infty }^{4}}{15A_{\rm {r}}({\rm {e}})^{4}M_{\rm {u}}^{4}c^{6}\alpha ^{8}}}}
де:
{\displaystyle R\!} — універсальна газова стала;
{\displaystyle N_{A}\!} — стала Авогадро;
{\displaystyle R_{\infty }\!} — стала Рідберга;
{\displaystyle A_{r}(e)\!}  —"відносна атомна маса" електрона;
{\displaystyle M_{u}\!} — молярна стала (1 г/моль за визначенням);
{\displaystyle \alpha \!} —  стала тонкої структури.